# Нове Місто (гміна, Добромильський повіт)
Ґміна Нове Място (пол. Gmina Nowe Miasto) — колишня (1934—1939 рр.) сільська ґміна Добромильського повіту Львівського воєводства Польської республіки (1918—1939) рр. Центром ґміни було село Нове Място.

1 серпня 1934 р. було створено ґміну Нове Място в Добромильському повіті. До неї увійшли сільські громади: Блозев Ґурна, Боньовіце, Ґрабовніца Созаньска, Ґродзіско, Комаровіце, Конюв, Нове Място, Посада Новомєйска, Пшедзєльніца, Товарня і Волча Дольна.

У 1939 році територія була зайнята СРСР і ґміна ввійшла до складу Хирівського району Дрогобицької області.